# Зиннатуллин, Рифкат Зиннатуллович
Рифкат Зиннатуллович Зиннатуллин (15 декабря 1928 года — 15 ноября 2005 года) — бригадир комплексной бригады колхоза имени XXII партсъезда БАССР. Герой Социалистического Труда (1966).

## Биография
Рифкат Зиннатуллинович Зиннатуллин родился 15 декабря 1928 г. в д. Татарский Менеуз Илишевского района БАССР. По национальности башкир. Образование — неполное среднее.
Трудовую деятельность начал в 1945 г. в колхозе «1 Мая» Илишевского района. В 1949—1952 гг. служил в рядах Советской Армии. После увольнения в запас с ноября 1952 г. работал колхозником, заведующим фермой колхоза имени Фрунзе. В июне 1957 г. назначен бригадиром комплексной бригады колхоза имени XXII партсъезда.
Бригада, возглавляемая Р. 3. Зиннатуллиным, ежегодно добивалась получения высоких урожаев. В 1964 г. урожайность зерновых составила 187 центнеров, сахарной свеклы — 253 центнера, картофеля — 188 центнеров, кукурузы — 302 центнера с гектара, в 1965 г. зерновых — 21,9 центнера, сахарной свеклы — 227 центнеров, картофеля — 260 центнеров, кукурузы — 290 центнеров с гектара.
План продажи хлеба государству в 1965 г. был выполнен на 154 процента. Себестоимость одного центнера зерна в 1965 г. составила 2,40 рубля, сахарной свеклы — 1,49 рубля, картофеля — 2,02 рубля.
Вместе с продукцией полеводства бригада выполнила планы продажи продуктов животноводства. В 1965 г. задание по продаже мяса было выполнено на 111 процентов, молока — на 112 процентов. Надои на фуражную корову составили 1 848 килограммов, на курицу-несушку было получено 117 штук яиц.
За успехи, достигнутые в увеличении производства и заготовок пшеницы, ржи, гречихи, других зерновых и кормовых культур и высокопроизводительном использовании техники, Указом Президиума Верховного Совета СССР от 23 июня 1966 г. Р. 3. Зиннатуллину присвоено звание Героя Социалистического Труда.
В 1989 г. вышел на пенсию.
Рифкат Зиннатуллович Зиннатуллин умер 15 ноября 2005 года.

## Награды
- Герой Социалистического Труда (1966)
- Награждён орденом Ленина (1966), медалями, Почетной грамотой Президиума Верховного Совета Башкирской АССР (1988)